# Diospyros kaki
Diospyros kaki, conhecida como caqui-japonês, é a espécie mais cultivada do gênero Diospyros. Apesar de sua primeira descrição botânica não tenha sido publicada até 1780, o cultivo de D. kaki na China remonta a mais de 2 mil anos.

## História
O Diospyros kaki foi domesticado no sul da China no neolítico, sendo mencionado desde há 2500 anos.
Através de estudos genéticos, concluiu-se que os diospireiros foram domesticados em duas regiões separadas: a China e o Japão, onde foi introduzido no séc. VIII
Os portugueses foram os primeiros europeus a encontrar os diospireiros, chamando-lhes, segundo descreve Matteo Ricci em De Christiana expeditione apud Sinas, figos chineses.
Os diospireiros foram introduzidos na Europa por Joseph Banks, botânico do capitão Cook em 1768.